# هيلاري أونيك
هيلاري أوبالوكر أونيك (مواليد 5 ماي 1948) (بالإنجليزية: Hilary Obaloker Onek)‏ هو مهندس وسياسي أوغندي. وهو الوزير الحالي للإغاثة والتأهب للكوارث واللاجئين في الحكومة الأوغندية. وعين في ذلك المنصب في 27 مايو 2013. وقبل ذلك، شغل منصب وزير الزراعة والصناعات الحيوانية والصيد في أوغندا من 2006 إلى 2009، ثم شغل أيضا منصب وزير الطاقة والمعادن من 16 فبراير 2009 حتى 27 مايو 2011.

## مسيرته
من عام 1971 حتى عام 1974، درس أونيك بجامعة ماكيريري، أقدم جامعة في أوغندا، لكنه انسحب قبل التخرج. وتوجه إلى الجامعة الروسية لصداقة الشعوب في موسكو حيث درس من عام 1974 حتى عام 1979، وتخرج ببكالوريوس العلوم في الهندسة المدنية وماجستير العلوم في الهندسة التطبيقية، تخصص في الموارد المائية الهندسة الهيدروكهربائية التقنية.
كما حصل هيلاري أونيك على شهادة الدراسات العليا في تقييم وإدارة الاستثمار من جامعة هارفارد في كامبريدج (ماساتشوستس) بالولايات المتحدة الأمريكية عام 1994. وفي عام 1997 حصل على شهادة دراسات عليا أخرى في الشراكة بين القطاعين العام والخاص في إدارة المرافق من معهد الشراكات بين القطاعين العام والخاص (Institute For Public-Private Partnerships) في واشنطن العاصمة.
بين عامي 1998 و 2000، التحق بجامعة ماكيريري، وتخرج بدرجة الماجستير في إدارة الأعمال (MBA).